# Паннонія (римська провінція)
44°54′ пн. ш. 19°01′ сх. д. / 44.9° пн. ш. 19.02° сх. д.
Панно́нія (лат. Pannonia) — прикордонна провінція Римської імперії, створена в першій половині I століття нашої ери, що була обмежена з півночі й сходу Дунаєм, на заході межувала з Нориком і верхньою Італією, з півдня — з Далмацією і верхньою Мезією. Паннонія розташовувалась на території сучасної західної частини Угорщини, частини Австрії, Хорватії, Сербії, Словенії, Словаччини та Боснії і Герцеговини.

## Назва
Юліус Покорний виводить назву Pannonia від іллірійців, від прото-індоєвропейського кореня * pen-, «болото, вода, мокрий» (пор. англ. fen, «болото»; гінді pani, «вода»).

## Історія

### До римського завоювання
Паннонська рівнина є довгим пасмом рівнинних лук, що оточені Карпатським хребтом на сході і півночі, Динарським нагір'ям на півдні та Альпами на заході і діляться річкою Дунай в її середній течії. Паннонська рівнина має два природні доступи: на заході — віденський між Альпами і Західними Карпатами, на сході — через ущелину Залізна брама в Південних Карпатах. Її добре зрошені пасовища — найзахідніша ділянка великих євразійських степів — протягом багатьох століть ставали природною принадою для кочовиків, що рухалися зі сходу на захід, і були зручним трампліном для багатьох варварських племен, які готувалися напасти на Римську імперію.
Крім гірських районів, територія Паннонії була малоплідною, особливо після того, як при імператорах Пробі і Галлієні були вирубані ліси — до цього часу деревина тут складала одну з головних статей експорту. Серед сільськогосподарських культур переважали овес і ячмінь, з якого жителі варили пиво, що називалося sabaea. Виноградники й оливкові дерева культивувалися в невеликих масштабах. Певну роль, окрім Норика, грали залізні й срібні копальні. Паннонія була також відома за породою гончих, що розводилася тут і полювали на кабана і бізона.
Першими відомими історії народами, що проживали в Паннонії, були іллірійці — група індо-європейських племен, відомих як паннонці, бревки, карни і дарданці, а також кельтські племена, які прийшли сюди із заходу в IV—III ст. до н. е. зокрема, скордиски.
Про Паннонію мало що відомо до 35 року до н. е., коли її мешканці, союзники далматинців, зазнали нападу Октавіана Августа, який завоював і окупував Сісію (Сисак). Однак ця територія не була остаточно підпорядкована римлянам до 9 року до н. е., коли вона була включена до Ілліріку, кордон якого таким чином був розширений аж до Дунаю.

### Під владою Риму

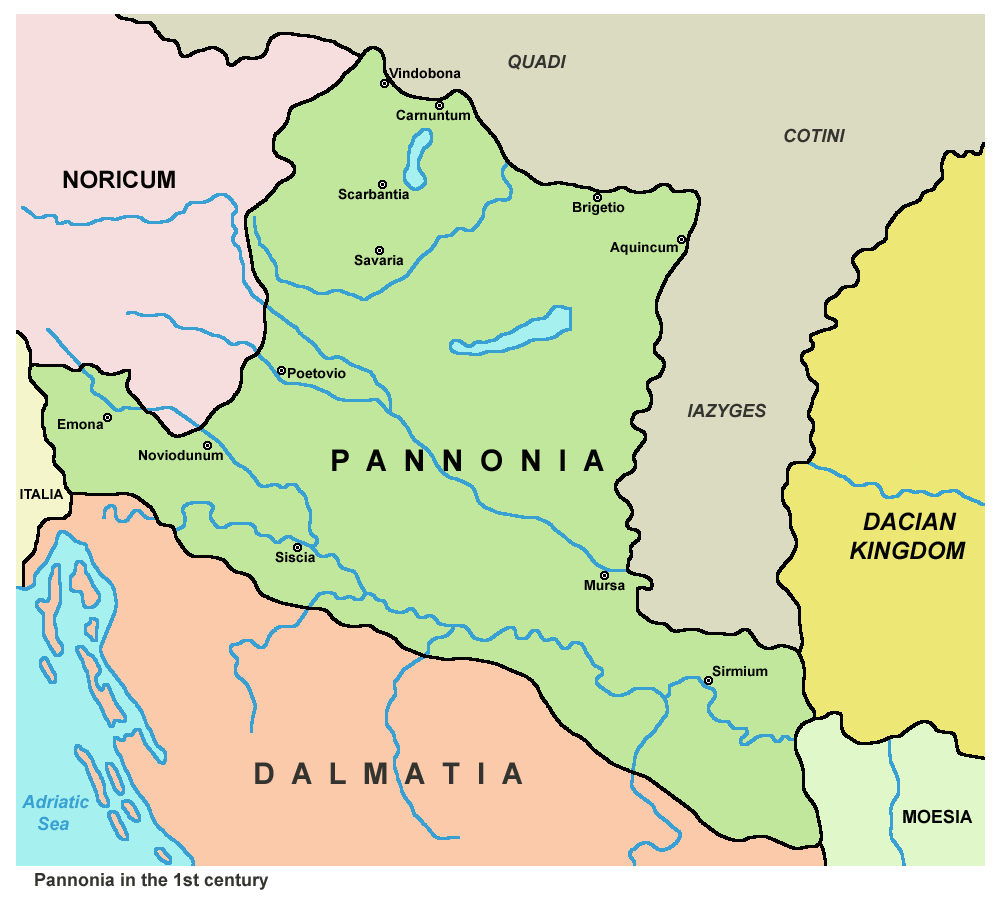
Паннонія в 1 сторіччі н. е.

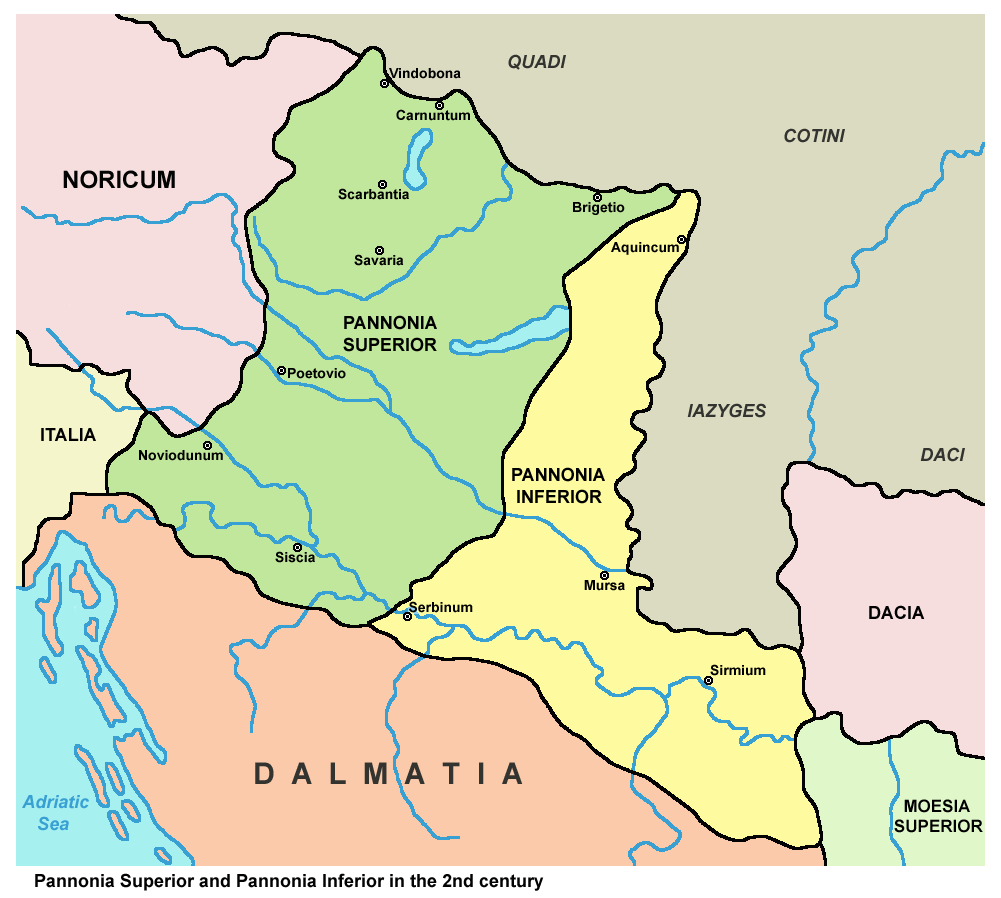
Паннонія в 2 сторіччі н. е.

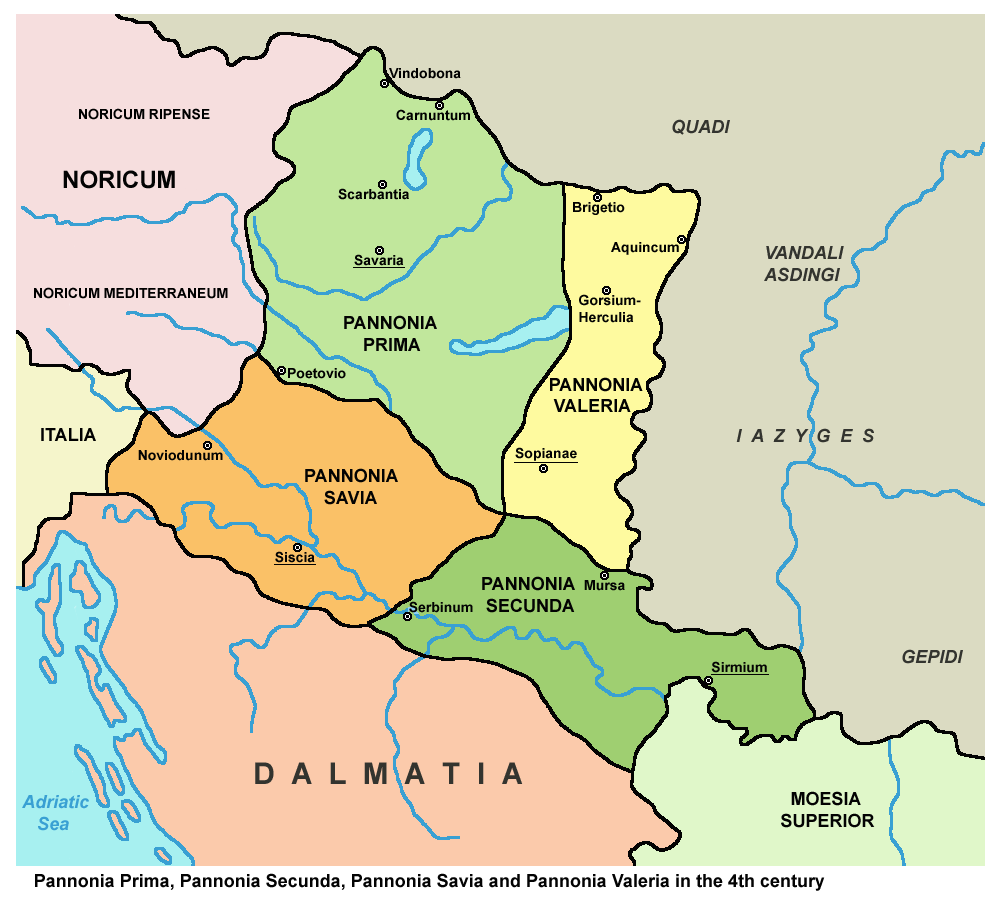
Паннонія в 4 столітті н. е.

Після приєднання Норика і Реції в 16 році до н.е Август продовжив свої експансіоністські плани, що стосувалися формування дунайського напрямку, далі.
У 15 році до н. е. почалася війна в Паннонії. Паннонців-іллірійців захищали з півдня дві швидкі річки — Драва i Сава. Війну проти паннонців очолив Марк Віпсаній Агріппа, а після його смерті в 12 році до н. е. — Тиберій. Небезпека цієї війни зростала через близькість театру воєнних дій до Італії. Паннонці були розбиті, а їхня зброя, всупереч військовому звичаю, була не спалена, а зламана і кинута в річку, щоб налякати тих, які ще чинили опір.
У 6 році н. е. паннонці разом з далматинами та іншими іллірійськими племенами підняли так зване Велике Іллірійське повстання і були розбиті Тиберієм та Германіком після важкої кампанії, яка тривала три роки. Після придушення повстання в 9 році н. е. провінція Іллірік була скасована, а її землі були розділені між новими провінціями — Паннонія на півночі та Далмація на півдні. Дата розділення Іллірику невідома, це відбулось найімовірніше десь між 20 і 50 роками н. е. Близькість небезпечних варварських племен (кваді, маркомани) зумовила наявність великої кількості військ, розташованих у провінції (сім легіонів у пізніші часи), і численних фортець, що були збудовані вздовж Дуная. Головними містами провінційної адміністрації стали Аквінкум, Карнунтум, Сірмій, Мурса і Петовіон. Кельти провінції жили в окремих поселеннях (civitates).

### ІІ-ІІІ століття. Розділення на Верхню і Нижню Паннонію
У 108 році Траян розділив Паннонію на Верхню, з центром у Карнунтумі, і Нижню, з центром в Аквінкумі. Перша стала керуватися консульським легатом, друга — преторським, а починаючи з Марка Аврелія — також консульським. Першим прокуратором Нижньої Паннонії став Адріан. У 166 році в Паннонію вторглися лангобарди й убії. У 213 році область навколо Брігеціона була включена у Верхню Паннонію.
У 214-215 роках Паннонія пережила вторгнення квадів, у 254 і 259-260 — також маркоманів і язигів. Нарешті в 396 році Рим був змушений дати осілім у Паннонії маркоманам, квадам і вандалам, а також напевно свевам, статус федератів (foederati).

### IV століття. Подальші розділи
Адміністративна реформа Діоклетіана 296 року розділила Паннонію на чотири провінції Паннонія-I, Паннонія-II, Савія і Валерія прибережна з головними містами Карнунтум, Аквінкум, Брігеціон, Савія, Сіскія, Сірмія і Мурса. Водночас додатково розміщено Legio V Iovia та Legio VI Herculia.
У IV столітті Паннонія стала дедалі частіше піддаватися набігам варварів, і Аквінкум почав занепадати, а в V столітті римські оборонні рубежі були прорвані гунами, які утворили на території Паннонії велику войовничу державу. У VI столітті Паннонію захопили лангобарди й вигнали звідтіля ґепідів.

### Постримський період

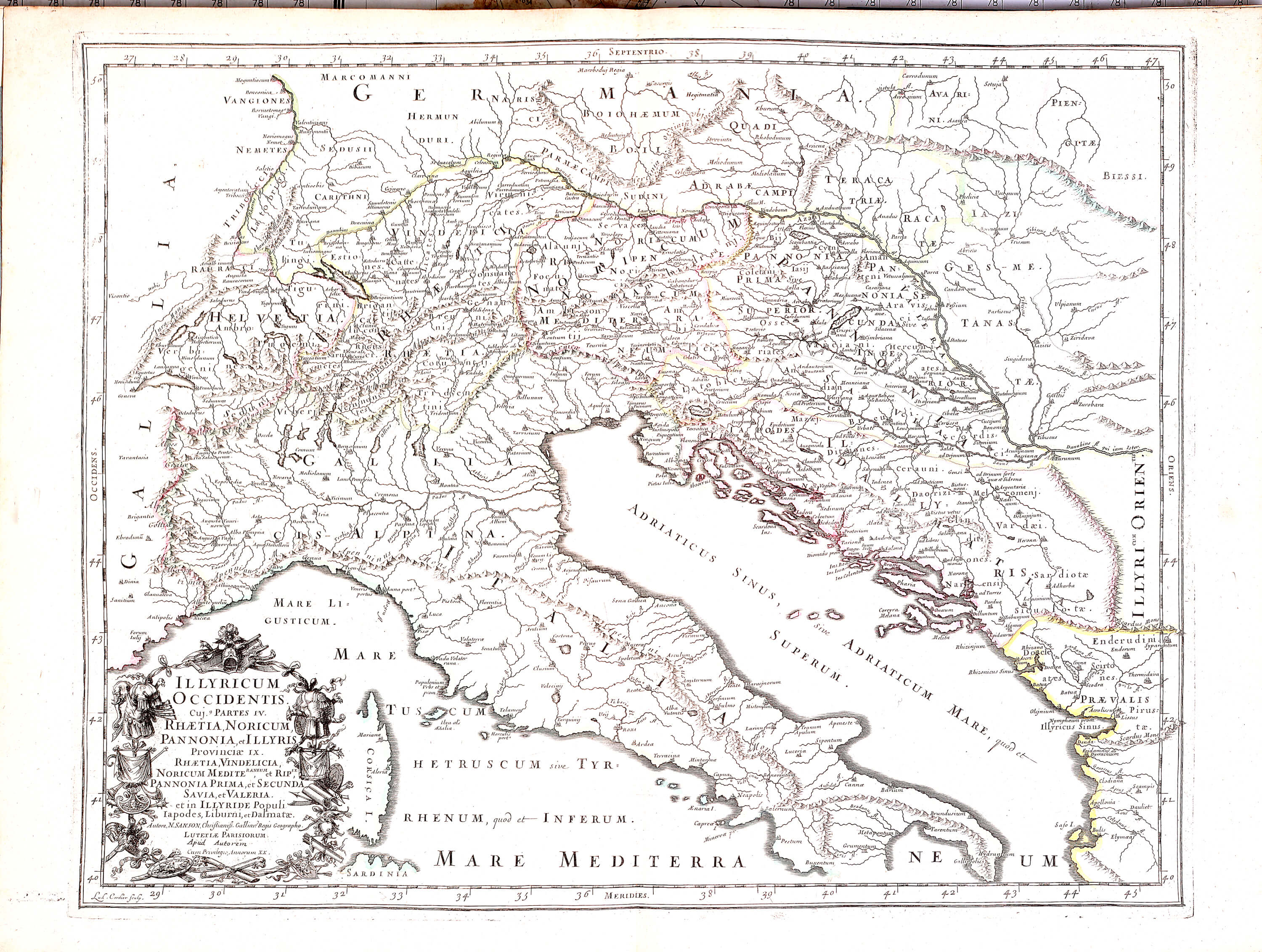
Нікола Сансон. Мапа Паннонії та Іллірії. 1651

Під час періоду міграцій у V столітті деякі частини Паннонії були передані гунам у 433 році Флавієм Етієм, магістром міліції Західної Римської імперії. Після розпаду гунської імперії в 454 році велика кількість остготів була поселена імператором Марціаном у провінції як федерати. Східна Римська імперія контролювала південні частини Паннонії в VI столітті під час правління Юстиніана I. Візантійська провінція Паннонія зі столицею Сірмієм була тимчасово відновлена, але вона містила лише невелику південно-східну частину історичної Паннонії.
Перші слов'яни, які проникли в Паннонію в IV —  на початку V століття разом з гунами, встрявали в сутички з лангобардами, однак уже наприкінці VI ст. у Паннонію проникають авари, які знищують лангобардів та засновують Аварський каганат, який багато в чому нагадував гунську державу.
800 рік — знищення держави аварів племенами франків та болгар, проте населення аварів було досить значним під час приходу мадярів у 9 ст. Територія Паннонії у 9 ст. також входила частково спершу до Великоморавської держави, однак згодом князь Прібіна на васальних правах у Східно-Франкської держави засновує Паннонське (Блатенське) князівство з центром у м. Блатноград. Це державне утворення протрималося до 10 ст. і було згодом знищене навалою мадярів, які на чолі з Арпадом декількома потоками пройшли як через, так і навколо Карпатського хребта, проникли в Паннонію і створили згодом там свою міцну осілу державу. Таким чином завершився процес формування населення Паннонії.

## Римські прокуратори Паннонії
- 14 — Юній Блеза
- 35 — Кальвізій Сабін
- 49-50 — Пальпеллій Істр
- 68-69 — Тампій Флавіан
- 107-109 — Публій Елій Адріан
- 112 — Т. Юлій Максим Манліан
- Верхня Паннонія — Луцій Мініцій Натал (113/115 -117)
- Нижня Паннонія — Публій Афраній Флавіан (111/112-114/115)
- Нижня Паннонія — Квінт Марцій Турбон (118—119)
- Нижня Паннонія — Луцій Корнелій Латиніан (126)
- Верхня Паннонія — Луцій Корнелій Латиніан (127? — 130)
- Верхня Паннонія — Луцій Аттій Макрон (130—131 — 133—134)
- 134/135 — Л. Аттій Макрон
- Верхня Паннонія Маркус Ноній Муціан (134—136)
- 136/137 — Л. Цейоній Коммод
- Нижня Паннонія — Луцій Елій Цезар (136—137)
- Нижня Паннонія — Клавдій Максим (137—141)
- Верхня Паннонія — Тіт Гатерій Непот Ацінат Проб Публіцій Матеніан (138—142)
- Нижня Паннонія — Марк Понтій Леліан Ларцій Сабін (141 — 144—145)
- 143 — Клавдій Максим
- Нижня Паннонія — Квінт Фуфіцій Корнут (144—145 — 147)
- Нижня Паннонія — Марк Коміній Секунд (147—150)
- Верхня Паннонія — Клавдій Максим (150—155)
- Нижня Паннонія — Марк Ноній Макрін (150—153)
- 154 — М. Ноній Макрін
- Нижня Паннонія — Марк Яллій Басс (156—159) (М. Яллій Бассій Фабій Валеріан 160)
- Верхня Паннонія — Марк Ноній Макрін (159—162)
- Нижня Паннонія — Гай Юлій Гемін Капелліан (159—161)
- Верхня Паннонія — Марк Яллій Басс Фабій Валеріан (166—168)
- Нижня Паннонія — Тиберій Клавдій Помпеян (167)
- Верхня Паннонія — Гай Юлій Коммод Орфітіан (169—170)
- Верхня Паннонія — Гай Веттій Сабініан Юлій Хоспет (173—174)
- Верхня Паннонія — Секст Квінтілій Кондіан (175—177 — 179)
- Нижня Паннонія — Луцій Септимій Флакк (179—183)
- 189/193 — Септімій Север
- Верхня Паннонія — Гай Валерій Пуденс (192—193)
- 199/200 — Т. Клавдій Клавдіан
- 212 — Г. Юлій Септ(імій) Кастін
- 214 — Л. Кассій Марцеллін
- Нижня Паннонія — Трикціан (217—218)
- 218 — Понтій Понтіан
- 260 — П. Гай Регаліан
- 268/270 — Л. Доміцій Авреліан
- 283/284 — М. Аврелій Юліан

У Паннонії народилися десять імператорів пізньої імперії — Траян Децій, Геренній Етруск, Гостіліан, Авреліан, Проб, Констанцій, два Валентініана, Валент і Граціан.

## Префекти
- Луцій Мунацій Планк (17—35)
- Авл Плавцій (36—42)